# André Mailänder
André Mailänder (* 1964 in Heusweiler) ist ein deutscher Fotograf.
André Mailänder studierte Fotografie an der Fachhochschule Dortmund und danach Philosophie, Geschichte und Germanistik an der Ruhr-Universität Bochum. 1997 bis 1998 und 2008 bis 2009 hatte er einen Lehrauftrag für Fotografie an der Hochschule der Bildenden Künste Saar.
2010 wurden seine Arbeiten zusammen mit Werken von Joachim Lischke im Saarlandmuseum gezeigt.